# Рипсдорф
Рипсдорф (њем. Riepsdorf) општина је у њемачкој савезној држави Шлезвиг-Холштајн. Једно је од 36 општинских средишта округа Остхолштајн. Према процјени из 2010. у општини је живјело 1.044 становника. Посједује регионалну шифру (AGS) 1055036.

## Географски и демографски подаци
Рипсдорф се налази у савезној држави Шлезвиг-Холштајн у округу Остхолштајн. Општина се налази на надморској висини од 9 метара. Површина општине износи 25,8 km². У самом мјесту је, према процјени из 2010. године, живјело 1.044 становника. Просјечна густина становништва износи 40 становника/km².